# Альберт Корицінський

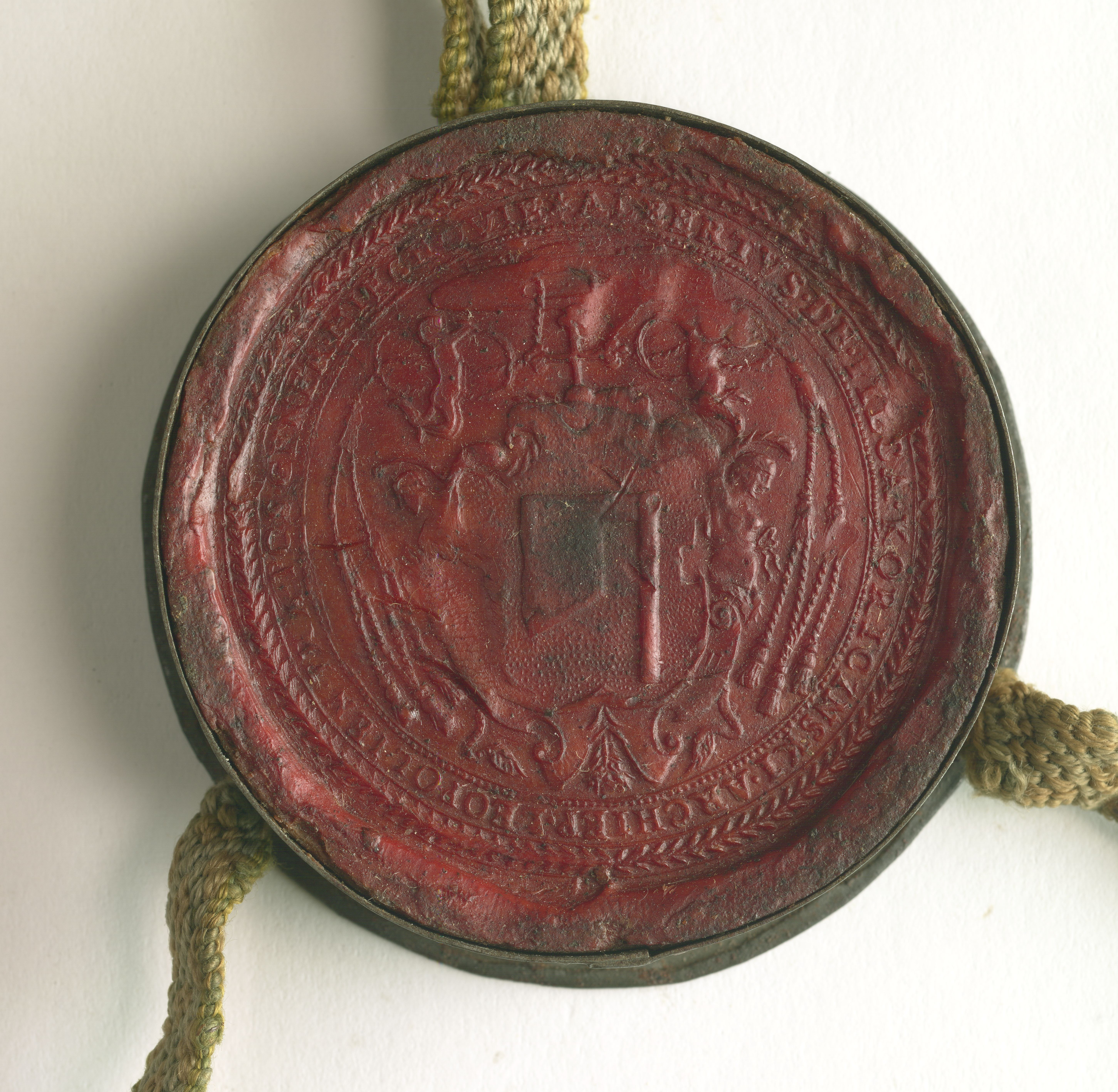
Печатка Войцеха, архиєпископа львівського (із зібрання AGAD).

Войцех Корицінський, Альберт Корицінський (нар. бл. 1610, помер 17 січня 1677 року в Мехуві, герб Топор) — архієпископ-митрополит львівський у 1670 році, єпископ кам'янецький від 1667 року, секретар великий коронний, регенс канцелярії великої коронної в 1654 році, канонік краківський у 1637 році, канонік луцький.

## Родина
Його батьками були Іван та Барбара. Його племінник, Франциск, каштелян брацлавський.
Похований у кафедральному соборі на Вавелі.